# Глобальне похолодання 6200 року до н. е.

Реконструкція температури льодовика GISP2 протягом останніх 10 тис. років із зазначенням періодів похолодання. Похолодання 6200 до н. е. позначено номером 5.

Глобальне похолодання 6200 року до н. е. (в зарубіжній літературі також осциляція Мезокко, за назвою долини в Швейцарії) — найсуворіше глобальне похолодання голоцену, аномальне для теплого атлантичного періоду. Воно тривало від 200 до 400 років, протягом яких клімат значно змінився, що призвело до зникнення низки ранньонеолітичних культур (зокрема, докерамічного неоліту B). Це похолодання не стало причиною нового заледеніння, але було суворішим, ніж малий льодовиковий період середніх віків.
Швидке похолодання 6,2 тис. років до н. е. вперше було зафіксовано швейцарським ботаніком Генріхом Цоллер в 1960 р... Деякі автори вважають, що це похолодання було лише одним з найпомітніших періодичних похолодань, які відбуваються в голоцені кожні 1500 років. Зміна клімату 6,2 тисяч років до н. е. згодом було зафіксовано при дослідженні гренландських льодовиків і геологічних відкладень в помірному і тропічному поясах північної Атлантики .. В Антарктиці та Південній Америці кліматичні зміни цього періоду менш виражені. Тим не менш, зміни мали глобальний характер, що, зокрема, відбилося на зростанні коралових рифів в Індонезії  і зниженні концентрації CO2 в атмосфері. Рівень світового океану спочатку підвищився на 1,2 м, а до 6000 до н. е. через зростання льодовиків знизився на 14 м. Це призвело до значного відступу морів від берегової лінії, але до 5800 до н. е.. клімат нормалізувався, і моря повернулися в свої колишні береги.
Припускають, що причиною похолодання було остаточне руйнування Лаврентійського льодовикового щита у Північній Америці і раптове надходження великої маси холодної води в північну Атлантику в результаті її прориву в океан з озер Оджибвей і Агассис (Аналогічний механізм відбувся під час Міссульських повеней, які створили Скеблендс в сточищі річки Колумбія.).
Глобальне похолодання драматично позначилося на деяких ранньонеолітичних культурах. Зокрема, жителі Чатал-Гуюка близько 6200 до н. е. покинули свої житла, і селище пустувало приблизно 500 років, поки клімат не покращився. У Північній і Східній Африці ці п'ять сторіч відзначені посухою. На Кіпрі населення після похолодання було відсутнє протягом майже 1500 років. Холоднішим і посушливішим клімат протягом 300 років залишався в західній Азії, особливо в Месопотамії. Вважається, що це підштовхнуло населення до створення мережі іригаційних каналів.